# Маркус Еміль Йосипович
Еміль (Самуїл) Йосипович Ма́ркус (нар. 10 жовтня 1910, Ромни — пом. 3 листопада 1985, Київ) — радянський військовий диригент, підполковник.

## Біографія
Народився 27 вересня [10 жовтня] 1910 року у місті Ромнах (тепер Сумська область, Україна). З 1920 року служив в Червоній армії музикантом. 1937 року закінчив Київську консерваторію по класу віолончелі та диригування. 
З 1938 року очолював оркестр Київського танко-технічного училища. В 1941 році, коли училище евакуювалося на Урал в місто Кунгур, створив при навчальному підрозділі великий за штатом музичний колектив (понад 100 осіб). У 1945 році, разом з диригентом Дем'яном Лукичем Літновським створив в Києві зразковий оркестр штабу Червонопрапорного Київського військового округу, де протягом 1945–1953 та 1963–1969 років працював начальником-диригентом, а у 1969–1975 роках — начальником військово-оркестрової служби, художнім керівником. В період з 1953 по 1963 рік працював у Києві керівником оркестрів військових училищ і гарнізонів.

Могила Еміля Маркуса

Помер у Києві 3 листопада 1985 року. Похований в Києві на Міському кладовищі «Берківцях» (ділянка № 93).

## Відзнаки
- Нагороджений 
  - орденами: двома Червоної Зірки (3 листопада 1944; 22 лютого 1968), «Знак Пошани» (13 вересня 1945), Червоного Прапора (20 червня 1949), Леніна (30 квітня 1954);
  - медаллю «За перемогу над Німеччиною» (9 травня 1945)[1];
- Заслужений діяч мистецтв УРСР з 1963 року;
- Перше місце на конкурсі військових оркестрів Міністерства оборони СРСР (1970);
- Лауреат Всесвітнього огляду військових оркестрів у Сараєво (1972).